# Maytenus tetragona
Maytenus tetragona är en benvedsväxtart som beskrevs av August Heinrich Rudolf Grisebach. Maytenus tetragona ingår i släktet Maytenus och familjen Celastraceae. Inga underarter finns listade.